# Eumops trumbulli
Eumops trumbulli é uma espécie de morcego da família Molossidae. Pode ser encontrada na Venezuela, Colômbia, Guiana, Suriname, Guiana Francesa, Brasil e Bolívia.